# Люк Айянг
Люк Айянг (фр. Luc Ayang; нар. 1947) — камерунський державний і політичний діяч, прем'єр-міністр Об'єднаної Республіки Камерун від серпня 1983 до січня 1984 року.

## Життєпис
1972 року закінчив Унверситет Яунде, отримавши диплом спеціаліста з права й економіки. У березні 1975 року був прийнятий на роботу до Генерального секретаріату президента, де очолив відділ законодавства й управління в департаменті адміністративно-правових питань.
У вересні 1976 року виконував обов'язки першого префекта Нгаундере. 2 травня 1978 року отримав пост міністра тваринництва та рибальства. За п'ять років очолив уряд та обіймав посаду прем'єр-міністра, доки 1984 року її не було ліквідовано відповідно до внесених до конституції змін.
Від 1984 року Айянг очолював Соціально-економічну раду.